# Eria connata
Eria connata là một loài thực vật có hoa trong họ Lan. Loài này được J.Joseph, S.N.Hegde & Abbar. mô tả khoa học đầu tiên năm 1982.